# César López Fretes
César López Fretes (21 marca 1923 – 13 lipca 2001) – piłkarz paragwajski, napastnik (łącznik). Wzrost 170 cm, waga 73 kg. Później trener.
López Fretes rozpoczął swoją karierę piłkarską w klubie Atlántida SC, skąd później przeniósł się do klubu Club Olimpia.
Wziął udział w turnieju Copa América 1947, gdzie Paragwaj został wicemistrzem Ameryki Południowej. López Fretes zagrał w czterech meczach – z Argentyną, Peru, Kolumbią i Ekwadorem.
Jako gracz Olimpii wziął również udział w turnieju Copa América 1949, gdzie Paragwaj ponownie został wicemistrzem Ameryki Południowej. López Fretes zagrał w siedmiu meczach – z Kolumbią (zdobył 2 bramki), Ekwadorem, Peru (zdobył 1 bramkę), Chile, Boliwią i w dwóch decydujących o mistrzostwie meczach z Brazylią.
Jako piłkarz klubu Olimpia był w kadrze reprezentacji podczas finałów mistrzostw świata w 1950 roku, gdzie Paragwaj odpadł w fazie grupowej. López Fretes był głównym graczem zespołu, pełniącym rolę kapitana. Był również lekarzem-chirurgiem. Zagrał w obu meczach – ze Szwecją (zdobył bramkę) i z Włochami.
López Fretes należał do najwybitniejszych napastników paragwajskich lat 40. Słynął z wyjątkowej szybkości.
Po zakończeniu kariery piłkarskiej López Fretes został trenerem – pracował w wielu klubach w Paragwaju i Kolumbii (m.in. Deportivo Pereira). Trenował także reprezentację Kolumbii.
Poprowadził reprezentację Kolumbii w meczach kwalifikacyjnych do turnieju Copa América 1967. Walcząca z Chile Kolumbia po wyjazdowej porażce 2:5 i remisie 0:0 w Bogocie nie zdołała awansować do głównego turnieju.
Jako trener Atlético Nacional doprowadził ten klub do mistrzostwa Kolumbii w 1973 roku.